# Nicholas Gilman
Nicholas Gilman, född 3 augusti 1755 i Exeter, New Hampshire, död 2 maj 1814 i Philadelphia, Pennsylvania, var en amerikansk politiker (demokrat-republikan). Han representerade delstaten New Hampshire i båda kamrarna av USA:s kongress, först i representanthuset 1789-1797 och sedan i senaten från 1805 fram till sin död. Han var en av USA:s grundlagsfäder i och med att han representerade New Hampshire vid det konstitutionella konventet och var med om att underteckna USA:s konstitution. Han var yngre bror till John Taylor Gilman.
Gilman tjänstgjorde i den kontinentala armén i amerikanska revolutionskriget. Han var ledamot av kontinentala kongressen 1787-1789 och deltog i det konstitutionella konventet i Philadelphia. Han och New Hampshires andra delegat John Langdon kom till Philadelphia efter att konventet hade påbörjats men de deltog sedan aktivt i sökandet efter kompromisslösningar.
Gilman var en av de första ledamöterna av USA:s representanthus. Efter fyra mandatperioder i representanthuset bestämde han sig för att inte ställa upp till omval i kongressvalet 1796. Han efterträdde 1805 Simeon Olcott i USA:s senat. Senator Gilman avled 1814 i ämbetet och efterträddes av Thomas W. Thompson.
Gilman var kongregationalist och han gravsattes på Exeter Cemetery i Exeter, New Hampshire.